# 요스타
요스타(영어: Yostar)는 2014년에 설립된 중국 상하이 요스타(영어: Shanghai Yostar Co., Ltd)의 일본현지 법인 회사이다.

## 타이틀
- 벽람항로
- 명일방주
- 블루 아카이브